# Associação de Futebol de São Martinho
A Associação de Futebol de São Martinho (em inglês: Saint-Martin Football Association, sigla SMFA) é o órgão dirigente do futebol em São Martinho, a metade sul da ilha de São Martinho sob controle do Reino dos Países Baixos. A organização é responsável por organizar os campeonatos disputados no país, bem como da Seleção Nacional, apesar de não poder disputar competições oficiais da FIFA por não ser afiliada a mesma.